# Mauricio Nanni Lima
Mauricio Daniel Nanni Lima (Montevideo, Uruguay, 12 de julio de 1979) es un exfutbolista uruguayo. Jugaba de portero y actualmente es gerente deportivo del Montevideo Wanderers Futbol Club de Uruguay.

## Selección nacional
Ha sido internacional con la selección de fútbol de Uruguay en dos ocasiones.
| # | Fecha                | Ciudad    | Competencia   | Local        |                      | Resultado      |                    | Visitante |
| - | -------------------- | --------- | ------------- | ------------ | -------------------- | -------------- | ------------------ | --------- |
| 1 | 1 de febrero de 2003 | Hong Kong | Carlsberg Cup | Hong Kong XI | Bandera de Hong Kong | 0:3            | Bandera de Uruguay | Uruguay   |
| 2 | 4 de febrero de 2003 | Hong Kong | Carlsberg Cup | Uruguay      | Bandera de Uruguay   | 1:1 (4:2) pen. | Bandera de Irán    | Irán      |

### Participaciones en Copas del Mundo
| Mundial                               | Sede    | Resultado     |
| ------------------------------------- | ------- | ------------- |
| Copa Mundial de Fútbol Sub-20 de 1999 | Nigeria | Cuarto puesto |

## Clubes
| Club                          | País      | Año       |
| ----------------------------- | --------- | --------- |
| Montevideo Wanderers          | Uruguay   | 1998-2004 |
| Real Racing Club de Santander | España    | 2004-2005 |
| Racing Club de Ferrol         | España    | 2006      |
| CD Marathón                   | Honduras  | 2006      |
| Defensor Sporting             | Uruguay   | 2007      |
| SD Aucas                      | Ecuador   | 2007      |
| CA Bella Vista                | Uruguay   | 2008      |
| Niki Volos FC                 | Grecia    | 2008-2010 |
| Montevideo Wanderers          | Uruguay   | 2010-2011 |
| CAI                           | Argentina | 2011-2012 |
| Cerrito                       | Uruguay   | 2011-2012 |
| CA Bella Vista                | Uruguay   | 2013-2014 |
| Villa Española                | Uruguay   | 2014-2016 |